# Саид Абдулло Нури
Абдулло Нуриддинович Саидов (тадж. Абдуллоҳ Нурӣддинович Сайидов; 15 марта 1947 — 9 августа 2006) — таджикский религиозный и политический деятель, лидер Партии исламского возрождения Таджикистана (1993—2006). Во время Гражданской войны в Таджикистане возглавлял Объединенную таджикскую оппозицию. В 1997 году он, как лидер оппозиции, подписал мирное соглашение с президентом Эмомали Рахмоновым, что послужило окончанию гражданской войны.

## Биография
Родился 15 марта 1947 года в горном селе Оштиён Сангворского района Гармской области Таджикской ССР, в религиозной семье. Был четвёртым ребёнком из восьми в семье. Его отец — Нуриддин Саидов (1900—1982) был председателем Райпо и сельсовета Арганкуль, и был женат два раза (двое детей были от первого брака). Его предки как по отцовской, так и по материнской линии были образованными и религиозными людьми, часть которых получила образование в медресе Бухары. Согласно семейным преданиями Саидовых, один из их прадедов был правителем одного из бекств Бухарского эмирата в долине реки Вахш.
Получил начальное религиозное образование у своего отца, который несмотря на то, что занимал важные посты в своём районе, был весьма набожным и религиозным человеком. Из-за упразднения в 1952 году Сангворского района, большинство его жителей были насильно переселены в долину реки Вахш для выращивания там хлопка. Нуриддин Саидов вместе с семьей был направлен в совхоз «Туркменистан» в Вахшском районе, на юге Таджикистана. Во время переезда, Саиду Абдулло Нури было пять-шесть лет.
Саид Абдулло Нури окончил среднюю школу в 1964 году в Вахшском районе. Одновременно продолжал подпольно получать религиозное образование у своего отца и других улемов. Во время учёбы в школе часто выезжал в Душанбе, где периодически получал религиозное образование у известных подпольных богословов. В 1967 году окончил инженерные курсы в Хозяйственно-техническом инженерном бюро в Курган-Тюбе, и начал там работать инженером-геодезистом и обычным инженером в предприятиях. До 1986 года работал инженером в различных предприятиях юга Таджикистана.
В 1973 году был впервые арестован КГБ СССР за исламские проповеди. В Душанбе он познакомился с Мавлави Хиндустони (Кори Мухаммаджоном Рустамовым), знатоком Корана, совершившего многочисленные паломничества и организовывавшего вокруг себя религиозную молодёжь. В 1973 году его арестовали за нелегальную пропаганду ислама. В следующем году он создал нелегальную молодёжную организацию исламистов-радикалов «Нахзати исломи».
В 1983 году Саида Абдулло Нури вызвали на допрос в КГБ, поскольку его обвиняли в попытках реформирования ислама, а также прослушивании зарубежных радиоголосов и радиосвязи с Ираном. Получил официальное предупреждение. В июле 1986 году Нури арестовали в числе около 40 членов «Нахзати исломи», но вскоре он был освобождён. В августе того же года его вновь арестовали, на дороге, обнаружив в багаже наркотики. В 1987 году Саид Абдулло Нури был приговорен к 1,5 годам лишения свободы и был отправлен в Сибирь, где отбывал наказание в 11-й исправительно-трудовой колонии в Комсомольске-на-Амуре. В декабре того же года его перевели под надзор на вольное поселение, а в феврале следующего года вышел на свободу.
После освобождения в 1988 году Нури становится главным редактором газеты «Минбари Ислом» («Трибуна Ислама»). Когда в Таджикистане началась война, в ноябре 1992 года в Джиликульском районе был убит его брат Хабибулло. Нури эмигрировал в Афганистан в Талукан, где руководил Объединённой таджикской оппозицией до сентября 1997 года. Он стал председателем Комиссии по национальному примирению. 
Саид Абдулло Нури скончался 9 августа 2006 года от тяжелой и продолжительной болезни — рака. По некоторым источникам, его отравили неизвестным ядом. Был похоронен 11 августа на кладбище Сариосиё вблизи мечети Мавлоно Ёкуба Чархи, в джамоате Гулистон в Рудакийском районе, вблизи Душанбе. На похоронах участвовало несколько десятков тысяч человек, прибывших со всех уголков Таджикистана, а также из-за рубежа.
Саид Абдулло Нури помимо таджикского владел персидским, арабским, русским и узбекским языками. Был женат, и у него было 9 детей: сыновья Мухаммад, Неъматулло, Хикматулло, Хусейн и Рахматулло, дочери Рукия, Ойша и Мумина. Мухаммад учился во Франции и Иране, Неъматулло в Иране, Хикматулло в Египте и в Саудовской Аравии, Хусейн в Таджикском государственном университете коммерции, а Рахматулло в Таджикском государственном медицинском университете.

## Награды
- Орден «Зарринточ» I степени (2007 год, посмертно)[2].